# Margarete von Fürstenberg
Margarete von Fürstenberg (* nach 1509; † nach 1559) war Äbtissin des Klosters Welver.

## Leben
Margarete von Fürstenberg war Tochter von Johann von Fürstenberg aus der Linie Höllinghofen. Sie muss nach 1509 geboren sein, da sie im Testament ihres Vaters noch nicht erwähnt wurde. Sie wurde Nonne im Zisterzienserinnen-Kloster Welver. Im Jahr 1542 wurde sie mit der Amtsbezeichnung Kellnerin erwähnt. Im selben Jahr wurde sie als Nachfolgerin der Äbtissin Gertrud von Hoete zur Äbtissin gewählt. Wie auch schon in der Zeit ihrer Vorgängerin gab es Konflikte mit den protestantischen Prädikanten und der Stadt Soest. Der Rat der Stadt Soest hatte verfügt, die Klosterschätze, Siegel und Urkunden zu inventarisieren und unter Verschluss zu nehmen. Margarete von Fürstenberg appellierte 1548 an den Herzog Wilhelm von Jülich-Kleve-Berg als Stadtherren von Soest, die Stadt zur Rückgabe zu bewegen. Als die Stadt Soest einen Priester aus dem Kloster entfernen ließ, beklagte sie, dass die Gemeinschaft in die „Macht des Teufels“ geraten sei. Sie wehrte sich dagegen, dass die Stadt den Priester oder ihren Beichtvater entfernen oder beide Ämter in einer Person vereinen würde. Als Herzog Wilhelm 1548 die Stadt Soest vorübergehend rekatholisierte, wurden die Klosterbesitztümer zurückgegeben. Die Situation änderte sich mit dem Augsburger Religionsfrieden 1555 erneut, als die Protestanten in Soest die freie Religionsausübung erhielten. Auch wenn sie und ihre Vorgängerin nicht verhindern konnten, dass protestantische Prediger in Welver auftraten und es materielle Eingriffe der Stadt Soest gab, führte ihr Vorgehen dazu, dass anders als etwa das Kloster Paradiese das Kloster Welver auf Dauer katholisch blieb, auch wenn die Klosterkirche einige Jahre nach ihrem Tod zu einer Simultankirche wurde.